# Ipomoea corymbosa
Marie-Claude, Ololuiqui
Espèce
Ipomea corymbosa, la Marie-Claude ou Ololuiqui, est une espèce de plante à fleurs proche des volubilis de la famille des Convolvulaceae originaire d'Amérique latine (du nord du Mexique au sud du Pérou) mais se rencontre désormais un peu partout. C'est une plante vivace grimpante à fleur blanche, souvent utilisée comme plante ornementale.

## Description
Ipomea corymbosa est une liane volubile aux feuilles en forme de cœurs et aux extrémités très pointues recouvertes d'un léger duvet sur les deux faces. Plante pérenne grimpante, ses inflorescences en corymbe sont formés de fleurs blanches avec une gorge jaune, pourpre ou rouge foncé.

## Utilisation
Il s'agit d'une espèce souvent utilisée comme plante ornementale. Elle est connue par les indigènes du nord et du centre du Mexique sous le nom de coaxihuitl et par les indigènes du sud-est sous le nom de xtabentún (en maya yucatèque), il s'agit d'une  souvent cultivée comme plante ornementale. Ses fleurs sécrètent de grandes quantités de nectar, et le miel que les abeilles en tirent est très clair et aromatique. Ipomea corymbosa pousse également à Cuba, où il fleurit généralement de début décembre à février. Elle est considérée comme l'une des principales plantes mellifères de l'île. 
Cette plante est souvent utilisée à des fins autres que récréatives, car les indigènes du Mexique considèrent la farine produite à partir de ses graines (appelées ololiuhqui, « choses rondes ») comme un outil de divination et de communion avec les esprits. En raison de son utilisation répandue parmi les tribus indigènes, les règles coloniales ont d'abord craint l'« ololiuhqui » et l'ont interdit en introduisant des punitions sévères pour les utilisateurs. Cette espèce hallucinogène était considérée  depuis des millénaires comme sacrée et permettait en s'en enduisant le corps de communiquer avec les dieux et obtenir des présages.

### Substances actives
Les graines contiennent de puissants alcaloïdes dérivés de l'amide de l'acide lysergique, très voisins du diéthylamide de l'acide lysergique (LSD).
Le 18 août 1960, Albert Hofmann identifie le principe actif tiré des graines de cette plante, appelées ololiuqui, comme étant de l'ergine, un alcaloïde dérivé de l'ergoline.

## Systématique
Le nom correct complet (avec auteur) de ce taxon est Ipomoea corymbosa (L.) Roth.
L'espèce a été initialement classée dans le genre Convolvulus sous le basionyme Convolvulus corymbosus L..
Ce taxon porte en français les noms vernaculaires ou normalisés suivants : Marie-Claude, Ololuiqui. Dans d'autres langues cette plante porte les noms communs de Christmas wreath, Corona de novia, Aguinaldo, Pascua
Ipomoea corymbosa a pour synonymes :

- Convolvulus corymbosus L.
- Convolvulus domingensis Desr.
- Convolvulus laevicaulis Willd.
- Convolvulus laevicaulis Willd. ex Roem. & Schult.
- Convolvulus monospermus Tineo
- Convolvulus multiflorus Kunth
- Convolvulus prolifer Roem. & Schult.
- Convolvulus proliferus Willd.
- Convolvulus proliferus Willd. ex Roem. & Schult.
- Convolvulus sidaefolius Kunth
- Convolvulus sidifolius Kunth
- Convolvulus zeylanicus Moon
- Convolvulus zeylanicus Moon ex Wall.
- Ipomoea antillana Millsp.
- Ipomoea burmanni Choisy
- Ipomoea cordifolia Carey
- Ipomoea cordifolia Carey ex Voigt
- Ipomoea corymbosa (L.) Roth ex Roem. & Schult.
- Ipomoea cymosa Lindl.
- Ipomoea domingensis (Desr.) House
- Ipomoea sidaefolia (Kunth) Sweet
- Ipomoea sidaefolia Choisy
- Ipomoea sidifolia (Kunth) Choisy
- Ipomoea sidifolia (Kunth) Sweet
- Legendrea corymbosa var. mollissima (Webb & Berthel.) Ooststr.
- Legendrea corymbosa (L.) Ooststr.
- Legendrea mollissima Webb & Berthel.
- Merremia umbellata var. minor De Wild.
- Quamoclit domingensis (Desr.) M.Gómez
- Rivea corymbosa var. mollissima (Webb & Berthel.) Hallier fil.
- Rivea corymbosa var. paniculata Hassl.
- Rivea corymbosa (L.) Hallier fil.
- Tirtalia domingensis (L.) Raf.
- Turbina corymbosa f. mollissima (Webb & Berthel.) Stearn
- Turbina corymbosa (L.) Raf.